# Peritrichocera bipectinata
Peritrichocera bipectinata är en fjärilsart som beskrevs av Diakonoff 1961. Peritrichocera bipectinata ingår i släktet Peritrichocera och familjen Carposinidae. Inga underarter finns listade i Catalogue of Life.